# Chiesa di Santa Maria Maddalena (Budapest)
La chiesa di Santa Maria Maddalena (in ungherese Mária Magdolna-templom) di Budapest, costruita verso la metà del XIII secolo e oggi in rovina, è situata nella città vecchia, entro le mura medievali di Buda. Nel medioevo era l'unica accessibile ai cristiani ungheresi, perché la chiesa di Mattia era riservata alla popolazione germanica.
La chiesa non diventò una moschea fino alla seconda metà dell'occupazione turca, ma fu seriamente danneggiata nel 1686, durante la liberazione di Buda. L'ordine francescano, che poi ne prese possesso,  ricostruì la chiesa in stile barocco e aggiunse la torre. Dopo la seconda guerra mondiale fu demolito tutto tranne la torre e il portale, visibili dal giardino, insieme a una finestra ricostruita in stile gotico.